# Джино Кавізель
Джино Кавізель (23 червня 1992 , Tomilsd, Домлешг ) — швейцарський гірськолижник, що спеціалізується на гігантському слаломі. Учасник на двох зимових Олімпійських ігор і чотирьох чемпіонатів світу. Молодший брат гірськолижника Мауро Кавізеля.

## Результати в Кубку світу
Усі результати наведено за даними Міжнародної федерації лижного спорту.

### Підсумкові місця в Кубку світу за роками
| Сезон | Вік | Загальний залік | Слалом | Гігантський слалом | Супергігант | Швидкісний спуск | Гірськолижна комбінація |
| ----- | --- | --------------- | ------ | ------------------ | ----------- | ---------------- | ----------------------- |
| 2013  | 20  | 103             | —      | 35                 | —           | —                | —                       |
| 2014  | 21  | 106             | —      | 34                 | —           | —                | —                       |
| 2015  | 22  | 53              | —      | 13                 | —           | —                | —                       |
| 2016  | 23  | 67              | —      | 22                 | —           | —                | —                       |
| 2017  | 24  | 72              | —      | 22                 | —           | —                | —                       |
| 2018  | 25  | 80              | —      | 26                 | —           | —                | —                       |
| 2019  | 26  | 48              | —      | 17                 | 53          | —                | 27                      |
| 2020  | 27  | 32              | —      | 14                 | 25          | —                | 15                      |
| 2021  | 28  | 23              | —      | 15                 | 24          | —                | —                       |

Станом на 18 січня 2021 року

### П'єдестали в окремих заїздах
- 1 п'єдестал – (1 ГС); 15 топ-десять

| Сезон | Дата           | Місце проведення  | Дисципліна         | Місце |
| ----- | -------------- | ----------------- | ------------------ | ----- |
| 2021  | 18 жовтня 2020 | Зельден (Австрія) | Гігантський слалом | 3-тє  |

## Результати на чемпіонатах світу
Усі результати наведено за даними Міжнародної федерації лижного спорту.
| Рік  | Вік | Слалом | Гігантський слалом | Супергігант | Швидкісний спуск | Гірськолижна комбінація |
| ---- | --- | ------ | ------------------ | ----------- | ---------------- | ----------------------- |
| 2013 | 20  | —      | 15                 | —           | —                | —                       |
| 2015 | 22  | —      | 25                 | —           | —                | —                       |
| 2017 | 24  | —      | 15                 | —           | —                | —                       |
| 2019 | 26  | —      | НФ1                | —           | —                | —                       |

## Результати на Олімпійських іграх
Усі результати наведено за даними Міжнародної федерації лижного спорту.
| Рік  | Вік | Слалом | Гігантський слалом | Супергігант | Швидкісний спуск | Гірськолижна комбінація |
| ---- | --- | ------ | ------------------ | ----------- | ---------------- | ----------------------- |
| 2014 | 21  | —      | 30                 | —           | —                | —                       |
| 2018 | 25  | —      | 15                 | —           | —                | —                       |